# Чернухина (приток Белой)
Чернухина (Чернуха, укр. Чернушина) — малая река в Луганской области. Левый приток реки Белой (бассейн Северского Донца).

## История
В начале XVII века на реке Чернухе был основан один из первых казачьих опорных пунктов под названием «Чернухинский».

## География
Берёт начало в черте посёлка под названием Чернухино, устье на реке Белой в черте села Малоивановка.

### Населённые пункты
- Чернухино (исток)
- Софиевка (среднее течение)
- Малоивановка (устье на реке Белой)